# Euthrenopsis bountyensis
Euthrenopsis bountyensis je vrsta morskog puža mekušaca iz porodice Buccinidae. Prvi ga je opisao Baden Powell 1929. Endem je u vodama Novog Zelanda.

## Opis
Euthrenopsis bountyensis ima ljusku sa šest vijuga, jakih i ravnomjernih konveksnih obrisa. Vrsta je dimenzija 9 mm x 4 mm.

## Rasprostranjenost
Vrsta je endemična za Novi Zeland. Holotip i juvenilni paratipovi prikupljeni su s otoka Bounty. Sličan primjerak prikupljen je iz voda otočja Antipodes 1967.

## Vanjske poveznice
|  | Zajednički poslužitelj ima još gradiva o temi Euthrenopsis bountyensis |